# Catlin Adams
Catlin Adams (nom de scène de Nira Barab) (née le 11 octobre 1950 à Los Angeles, Californie, États-Unis) est une actrice, réalisatrice, scénariste et productrice américaine.

## Filmographie

### Comme actrice
- 1977 : Panic in Echo Park, téléfilm : Cynthia
- 1979 : Un vrai schnock (The Jerk) de Carl Reiner : Patty Bernstein
- 1980 : The Jazz Singer de Richard Fleischer : Rivka Rabinovitch
- 1982 – 1983 : Square Pegs, série télévisée (5 épisodes) : Ms. Loomis
- 1990 : Génération pub (Thirtysomething), série télévisée (1 épisode) : Pippa Fallow
- 1995 : Un vendredi dingue (Freaky Friday), téléfilm : Dana 'Dinky' Barb
- 1997 : Une fée bien allumée (Toothless), téléfilm : la mère de Carrie
- 2012 : Underworld : Nouvelle Ère de Måns Mårlind et Bjorn Stein : Olivia

### Comme réalisatrice
- 1986 : ABC Afterschool Specials (épisode « Wanted: The Perfect Guy »), série télévisée
- 1990 : Ne touche pas à mon mari (Stolen: One Husband), téléfilm
- 1990 : Beverly Hills (épisode « Every Dream Has Its Price (Tag) »), série télévisée

### Réalisatrice, scénariste et productrice
- 1988 : Sticky Fingers